# ریسل (تگزاس)
ریسل، تگزاس(به انگلیسی: Riesel, Texas) شهری در ایالت تگزاس از ایالات جنوبی ایالات متحده آمریکا است. در سرشماری سال ۲۰۰۰، جمعیت این شهر ۱۰۲۳ نفر اعلام شد.